# Charles Van Hove
Pour les articles homonymes, voir Charles et Van Hove.
Charles Van Hove, né à Bruxelles le 15 mai 1787 et décédé à Schaerbeek le 23 novembre 1854, a été bourgmestre de Schaerbeek de 1844 à 1852.
La commune de Schaerbeek a donné son nom à une rue.